# Sergej Aksjonov
Sergej Valerevitsj Aksjonov (Russisch: Сергей Валерьевич Аксёнов) (Bălți, 26 november 1972) is sinds 9 oktober 2014 het hoofd van de Republiek van de Krim.

## Levensloop
Aksjonov werd geboren in de Moldavische Socialistische Sovjetrepubliek. Hij volgde zijn opleiding aan de militaire academie in Simferopol. Vervolgens werkte hij als adjunct-directeur van verschillende bedrijven op de Krim.
Aksjonov was een uitgesproken voorstander van de Russische annexatie van de Krim. Hij was medeorganisator van het referendum over de toekomst van de Krim in maart 2014, waarbij volgens de lokale overheid 96% van de kiezers stemde voor afscheiding van Oekraïne en annexatie van het grondgebied door Rusland.
In oktober 2014 werd Aksjonov door de volksvertegenwoordiging van de Krim gekozen tot hoofd van de Republiek van de Krim, waarvan hij sinds 14 april 2014 al waarnemend hoofd was.
- Gemeinsame Normdatei: 1169254403
- Library of Congress Control Number: n2014030530
- Virtual International Authority File: 78151776800818011545
- WorldCat: E39PBJqKbGDypjYpVV7TkpHXBP